# Gedved
Gedved är en tätort (danska: byområde) i Horsens kommun i Region Mittjylland i västra Danmark. Orten ligger vid sidan av Europaväg 45, norr om staden Horsens.
Tidigare har orten utgjort centralort i dåvarande Gedveds kommun i Vejle amt.